# NGC 194
NGC 194 é uma galáxia elíptica (E) localizada na direcção da constelação de Pisces. Possui uma declinação de +03° 02' 15" e uma ascensão recta de 0 horas, 39 minutos e 18,3 segundos.
A galáxia NGC 194 foi descoberta em 25 de Dezembro de 1790 por William Herschel.